# Max Emanuel Cenčić
Max Emanuel Cenčić (Zagabria, 21 settembre 1976) è un cantante croato.
Si afferma da bambino come voce bianca solista per le sue qualità vocali e la longevità del timbro vocale che gli consente di cantare nel registro soprano dai 6 ai 18 anni. Intraprende quindi dal 2001 la carriera di controtenore, specializzandosi nella riscoperta del repertorio barocco.

## Biografia
Nato in Jugoslavia nel 1976, Cenčić comincia a cantare giovanissimo. Già a sei anni, nel 1983, appare alla televisione croata esibendosi in arie da Rodgers e Hammerstein a Mozart. A Belgrado nel 1987 esegue in concerto il Frühlingsstimmen di Johann Strauss (figlio).
Ormai noto a livello internazionale, dal 1987 al 1992 è voce bianca solista ne I piccoli cantori di Vienna. Tra le sue numerose esecuzioni ed incisioni discografiche si segnala come voce solista nella Sinfonia n. 4 di Gustav Mahler (nel 1988 con Anton Nanut e la Ljubljana Radio Symphony) e in opere di Wolfgang Amadeus Mozart e Georg Friedrich Händel.
Prosegue anche oltre il 1992 come sopranista in un cd di Lieder di Schubert (1992), come interprete di Amore nell'Orfeo ed Euridice di Christoph Willibald Gluck e numerose altre opere, fino al 1997, a causa del fisiologico cambiamento di registro vocale.
Ritorna all'attività concertistica nel 2001 come controtenore, specializzandosi negli allestimenti di opere barocche e settecentesche, come interprete di opere di Gluck, Galuppi, Haendel (Serse), Jommelli (Demoofoonte). Si esibisce in teatri d'opera come la Wiener Staatsoper, il Theater an der Wien, l'Opernhaus Zürich, l'Opéra Royal de Versailles, la Bayerische Staatsoper, la Staatsoper Unter den Linden di Berlino, il Gran Teatro del Liceu di Barcellona , il Théâtre des Champs-Elysées, Parigi e La Monnaie di Bruxelles. Gli impegni di concerti lo portano alla Laeiszhalle di Amburgo, alla Carnegie Hall (New York), al Barbican Centre (Londra), al Concertgebouw di Amsterdam, alla Wiener Musikverein e alla Wiener Konzerthaus, e alla Tchaikovsky Hall di Mosca. Inoltre, ha cantato in numerosi festival internazionali, tra cui il Festival di Salisburgo. Lavora con direttori d'orchestra come William Christie, René Jacobs, Ottavio Dantone, Diego Fasolis, George Petrou 
, Emmanuelle Haïm e Riccardo Muti. I suoi ultimi dischi includono cantate di Antonio Caldara, Antonio Vivaldi e Domenico Scarlatti.
Come direttore artistico di Parnassus Arts Productions è responsabile della concezione, della supervisione e dell'esecuzione di opere del barocco italiano, tra cui la riscoperta dell'ultima opera di Leonardo Vinci, Artaserse e, più recentemente, Arminio. Negli ultimi anni affianca con sempre maggiore frequenza all'attività di interprete anche quella di regista. Dal settembre 2020 Max Emanuel Cencic è il direttore artistico del Bayreuth Baroque Opera Festival.

## Discografia
- Gustav Mahler: Symphony n.4. Cencic, Ljubljana Symphony Orchestra - conductor: Anton Nanut(1988)
- Wolfgang Amadeus Mozart: Missa Solemnis c-moll. Cencic, Equiluz, Jankowitsch, Wiener Sängerknaben - conductor: Uwe Christian Harrer (1989)
- AAVV: Exsultate, Jubilate - Cencic, Wiener Sängerknaben - conductor: Uwe Christian Harrer (1990)
- Antonio Caldara, Marc'Antonio Ziani, Johann Joseph Fux: High Mass at the Vienne Court. Cencic, Nirouet, Equiluz, Jankowitsch, Wiener Sängerknaben - conductor: Uwe Christian Harrer (1991)
- Wolfgang Amadeus Mozart: Die Zauberflöte: Ruth Ziesak, Uwe Heilmann, Michael Kraus, Sumi Jo, Kurt Moll, Heinz Zednik, Max Emanuel Cencic, Wiener Philharmoniker - conductor: Sir Georg Solti (1991)
- Georg Friedrich Händel: The Messiah: Cencic, Humphreys, Sharpe, Tordey, Wiener Sängerknaben, Chorus Viennensis, Academy of London - conductor: Peter Marschik (1992)
- Franz Schubert: Nacht und Träume (lieder): Cencic, Shetler (piano) (1992)
- Felix Mendelssohn: Auf Flügeln des Gesanges: Cencic, Shetler (piano) (1993)
- AAVV: "Schöne Fremde": Cencic, Shetler (piano) (1993)
- Wolfgang Amadeus Mozart: Requiem in d minor, KV 626: Cencic, Lee Ragin, Knapp, Schwarz, Wiener Sängerknaben, Chorus Viennensis, Symphonieorchester der Wiener Volksoper - conductor: Peter Marschik (live - 1994)
- Joseph Haydn: Die Schöpfung: Cencic, Bauer, Jankowitsch, Schmid, Wiener Sängerknaben, Chorus Viennensis, Symphonieorchester der Wiener Volksoper - conductor: Peter Marschik (live - 1994)
- Georg Friedrich Händel: Arias: Kirkby, Kowalski, Cencic, Auger, Kölher, Monoyios (1995)
- Domenico Scarlatti: Cantate d'amore: Cencic, Ornamente 99 (2003)
- Antonio Vivaldi: The Vivaldi album (cantate per contralto): Cencic, Ornamente 99 (2004)
- Antonio Vivaldi & altri: Andromeda Liberata: Beranova, Kermes, Cencic, Bonitatibus, Tucker, Venice Baroque Orchestra - conductor: Andrea Marcon (2004)
- Antonio Caldara: Kantaten: Cencic, Ornamente 99 (2005)
- Domenico Scarlatti: Cantatas (2006)
- Georg Friedrich Händel: Ferdinando, re di Castiglia: Zazzo, Cangemi, Cencic, Pizzolato, Banerjee, Abete, Adami, Il Complesso Barocco - conductor: Alan Curtis (2006)
- Gioachino Rossini: Opera arias & ouvertures: Cencic, Orchestre de Chambre de Geneve - conductor: Michael Hofstetter (2007)
- Christoph Willibald Gluck: Ezio: Rexroth, Cencic, Martinez, Or, Roschkowski, Post, Neue Düsseldorfer Hofmusik - conductor: Andreas Stoehr (live - 2007)
- Stefano Landi: Il Sant'Alessio: Jaroussky, Cencic, Sabata, Bertin, Guillon, Les Arts Florissants - conductor: William Christie (DVD - 2008)
- Georg Friedrich Händel: Faramondo: Cencic, De Liso, Karthauser, Jaroussky, Sabata, I Barocchisti - conductor: Diego Fasolis (2009)
- Georg Friedrich Händel: Rodrigo: Bayo, Cencic, Wesseling, York, Rial, Gillet, Van Resburg, Al Ayre Español - conductor: Eduardo López Banzo (2009)
- Haendel, Alessandro - Petrou/Cencic/Gauvin/Lezhneva, 2012 Decca
- Venezia - Opera Arias of the Serenissima (Antonio Vivaldi, Tomaso Albinoni, Antonio Caldara, Geminiano Giacomelli, Francesco Gasparini, Giovanni Porta): Cencic, Il Pomo d'Oro, dir. Riccardo Minasi (2013)[5]
- Hasse, Rokoko. Arie da opere - Cencic/Petrou/Armonia Atenea, 2013 Decca
- Hasse, Siroe, re di Persia - Petrou/Cencic/Lezhneva/Nesi, 2014 Decca
- Vinci, Catone in Utica - Minasi/Cencic/Fagioli/Sancho, 2014 Decca
- Haendel, Arminio - Petrou/Cencic/Armonica Atenea, 2015 Decca
- Cencic, Arie napoletane - Emelyanychev/Il Pomo d'Oro, 2015 Decca
- Haendel, Ottone - Petrou/Cencic/Il Pomo d'Oro, 2016 Decca